# Louise-Madeleine Cochin

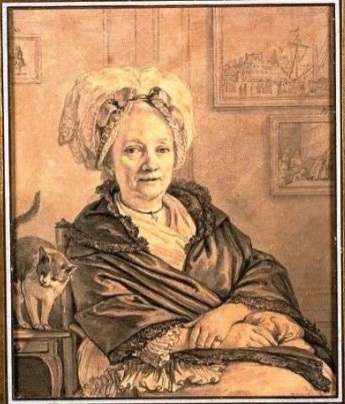
Porträt Louise-Madeleine Hortemels von Jean-Michel Moreau

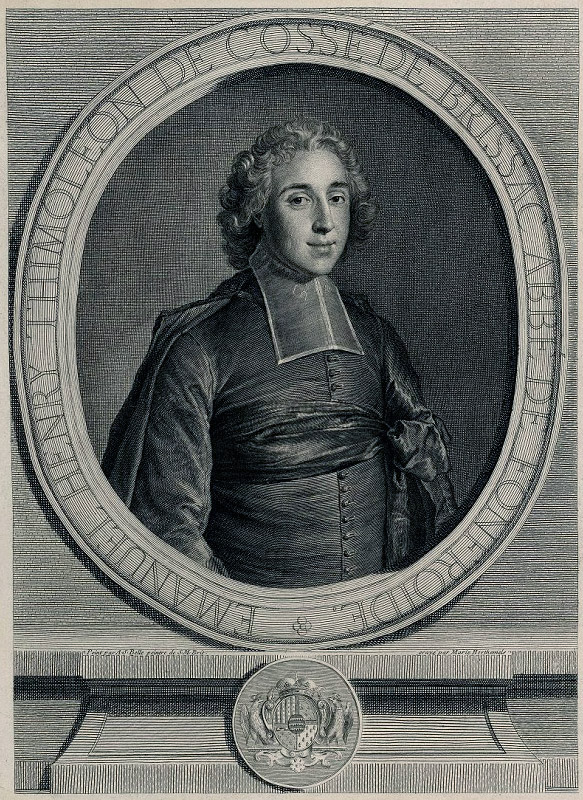
Nach Alexis Simon Belle: Emmanuel Henri Thimoléon de Cossé de Brissac

Louise-Madeleine Cochin, geborene Horthemels (* 1686 in Paris; † 2. Oktober 1767 ebenda), war eine französische Kupferstecherin und Malerin.
Sie entstammte einer Familie von Buchhändlern und Verlegern. Ihre Eltern waren Daniel Horthemels und Marie-Anne Cellier, die ebenfalls Tochter eines Buchhändlers war. Drei ihrer vier Geschwister, Marie-Anne, Marie-Nicole und Frederic, wurden ebenfalls Kupferstecher. Die Brüder Denis und Daniel II wurden Buchhändler und Verleger.
1713 heiratete sie den Graveur Charles-Nicolas Cochin. 1715 kam der gemeinsame Sohn zur Welt, der ebenfalls auf den Namen Charles-Nicolas getauft wurde und deshalb den Beinamen der Jüngere erhielt. Weiterhin wurde eine Tochter, Madeleine-Geneviève, geboren, die ebenfalls Kupferstecherin wurde.
In jungen Jahren schuf Louise-Madeleine Cochin neben den Kupferstichen einen Bilderzyklus über das Frauenkloster Port Royal des Champs. In großer Mehrheit stach sie jedoch Werke nach Malern wie Nicolas Poussin, Charles Le Brun, Antoine Coypel oder Claude Vignon.
Ihre Werke signierte sie unterschiedlich. Unter anderem mit Magd. Horthemels, Magdalena Horthemels, Cochin oder auch Madeleine Cochin.

## Schaffen (Auszug)
- Bilderzyklus über 28 Tafeln des Klosters Port Royal des Champs
- Porträt des Emmanuel-Henri-Timoléon de Cossé-Brissac
- Illustrationen zum Buch Le Diable boiteux
- Illustration Le Chanteur de Cantiques
- Die historische Szene La charmante Catin

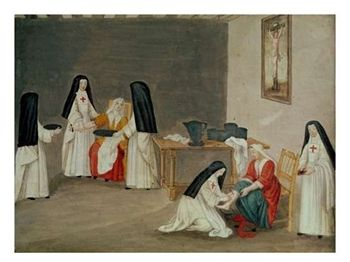
Pflege der Kranken
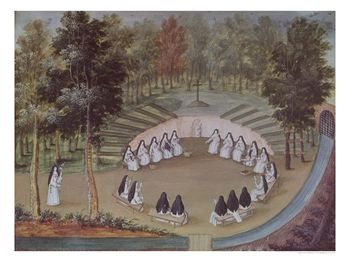
Nonnen treffen sich in Einsamkeit
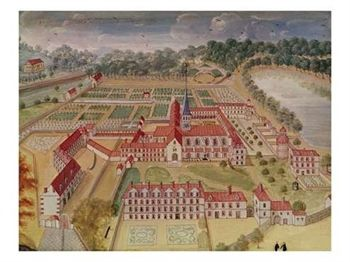
Hauptansicht von Port Royal des Champs
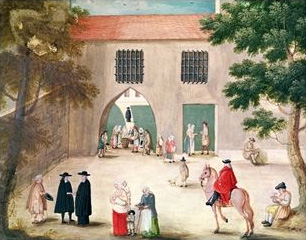
Almosen für die Armen
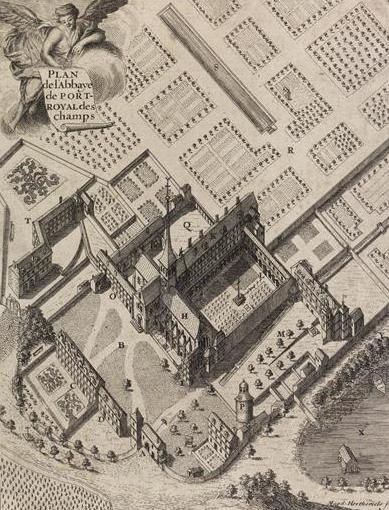
Plan von Port Royal des Champs
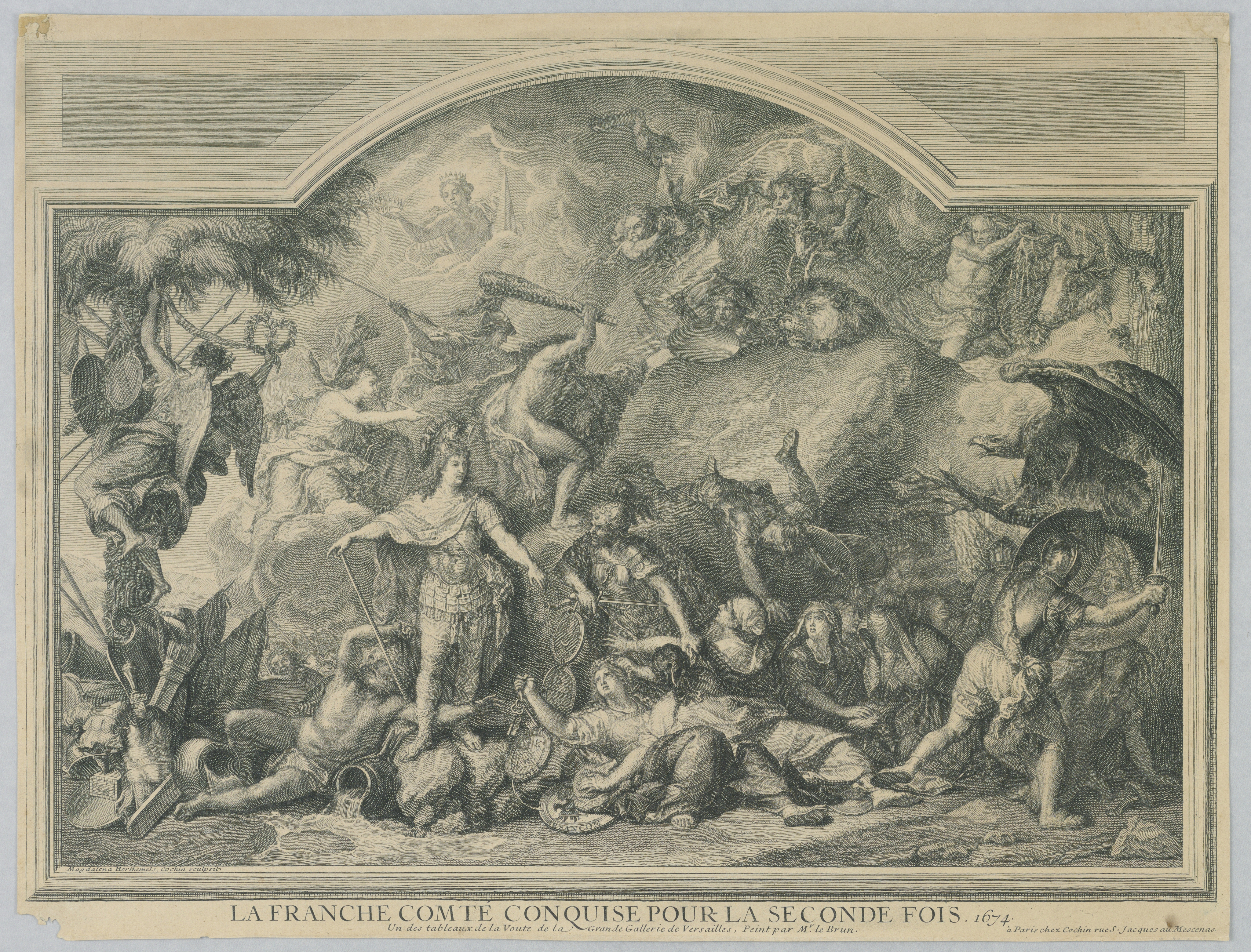
Zweite Eroberung der Franche Comté